# Graduále

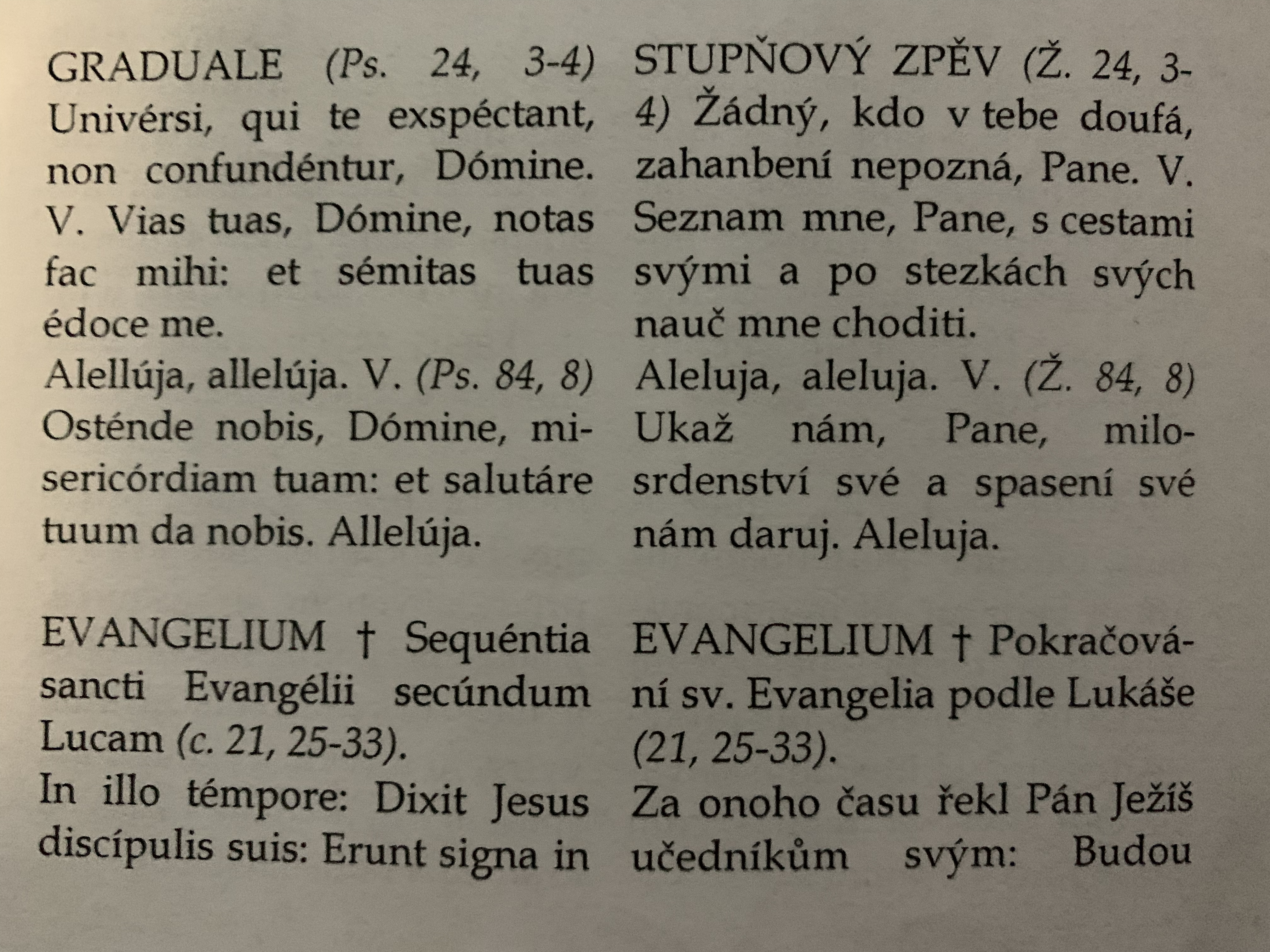
Graduále pro první neděli adventní

Graduále je jedna z antifon užívaných při katolické mši, zejména před reformou mše provedenou na Druhém vatikánském koncilu. V předkoncilní mši je Graduále užíváno coby zpěv spojující obě hlavní mešní čtení z Písma svatého. Obvykle bývá zpíváno latinsky, ovšem v našich zemích je jeho latinský text většinou přečten knězem, zatímco věřící zpívají příslušnou sloku mešní písně nazvanou rovněž Graduále a vyjadřující vděk za zjevení Písma svatého a odhodlání podle Písma žít. Např. sloka Graduále z mešní písně Ejhle oltář ke svátku věrozvěstů Cyrila a Metoděje má tento text:
Zaznělo nám slovo pravdy věčné
ústy Soluňanů před věky
dodnes v lahodě zní nekonečné
a svět zaznívá jím daleký.
Přinesli nám oni Písmo svaté
bychom ze studnice této zlaté
moudrost nebes povždy vážili
Bohu sloužiti se snažili.

## Charakteristika
Graduále jako celek vyjadřuje myšlenku daného liturgického dne a tvoří spojovací článek mezi oběma čteními tzv. tradiční katolické mše. Text Graduále se proto mění spolu s těmito čteními. Na Graduále navazuje o velkých svátcích Sekvence neboli chvalozpěv k příslušnému svátku. Sekvence jsou však postupně omezovány a dnes už se závazně užívá pouze Sekvence na slavnost Vzkříšení a Seslání Ducha svatého.

## Název a původ
Slovo pochází zřejmě z latinského slova gradus neboli stupeň a vyjadřuje skutečnost, že latinský text Graduále nebo stejnojmenná sloka mešní písně byly zpívány v době, kdy kněz či jáhen se po přečtení latinského textu Graduále na pravé straně oltáře přesouvali na levou stranu oltáře, kde měli číst Evangelium, a jako přípravu na čtení Evangelia se modlili příslušnou tichou modlitbu na stupních oltářních, tj. uprostřed před oltářem.
Graduále je nejvýznamnější a také nejstarší z mešních antifon. Může být chápáno jako ozvěna žalmů recitovaných při bohoslužbách v synagogách. Původně jej tvořily celé texty žalmů, ovšem ty byly postupně zkracovány a bylo z nich ponecháno jen to, co nejlépe vyjadřovalo myšlenku daného liturgického dne.

## Struktura Graduále
Graduále v širším slova smyslu je chápáno jako spojení úryvku ze starozákonních žalmů, nazývaného jako Graduále v užším smyslu, a alelujového verše, který tvoří krátký text, z obou stran obklopený zvoláními Aleluja!. Graduále pro slavnost sv. Cyrila a Metoděje mělo tedy tuto podobu:
Sacerdótes ejus induam salutári: et sancti ejus exsultatióne exsultábunt. – Illuc prodúcam cornu David; parávi lucérnam Christo meo. Allelúja, allelúja. – Jurávit Dóminus, et non poenitébit eum: Tu es sacérdos in ætérnum, secúndum órdinem Melchísedech. Allelúja.
neboli česky:
Jeho kněze obleču ve spásu: a svatí jeho budou plesati. – Tam provedu roh Davidův; svému pomazanému jsem svíci připravil. Aleluja, aleluja. – Přísahal Hospodin a nebude toho litovat: Ty jsi kněz navěky, podle řádu Melchisedechova. Aleluja.
Alelujový verš byl v době postní nahrazován zpěvem zvaným Traktus, který neobsahoval slavnostní Aleluja! Naopak v době velikonoční bylo celé Graduále nahrazeno tzv. velkým alelujovým veršem.

## Liturgické užití

### Forma ordinaria
Ve shodě s příslušnými liturgickými ustanoveními přijatými na Druhém vatikánském koncilu je graduále v užším smyslu, tedy příslušné úryvky ze žalmů, při mši Pavla VI. (forma ordinaria) nahrazeno tzv. responsoriálním žalmem (viz mše), neboli celým, nezkráceným textem příslušného žalmu prokládaného antifonami. Dřívější graduále se tedy většinou nepoužívá. Využití však nachází na poli hudebním, neboť graduále bylo podobně jako další části mše zhudebňováno klasickými skladateli. Druhá část graduále v širším smyslu, tedy alelujový verš, je ponechán, ovšem o nedělích a slavnostech je od responsoriálního žalmu či graduále oddělen tzv. druhým čtením z Písma svatého. U nás je tento verš většinou nahrazován příslušnou slokou mešní písně nazvanou nyní Před Evangeliem a odpovídající dřívější sloce Graduále (viz výše).

### Forma extraordinaria
Při tradiční mši svaté je Graduále využíváno v původní podobě.